# Astragalus junussovii
Astragalus junussovii es una especie de planta del género Astragalus, de la familia de las leguminosas, orden Fabales.

## Distribución
Astragalus junussovii se distribuye por Tayikistán.

## Taxonomía
Fue descrita científicamente por M. R. Rasulova. Fue publicada en Izv. Akad. Nauk Tadzh. SSR, Biol. Nauk 1(74): 86 (1979).